# Clara Alonso
María Clara Pancha Alonso (Rosario, 2 febbraio 1990) è un'attrice argentina, nota per il ruolo, ricoperto dal 2012 al 2015, di Angela Saramego nella soap opera Violetta.

## Biografia
Nata nel 1990 ha due fratelli di nome Agustín e Ignacio Alonso, Clara ha origini italiane da parte dei suoi bisnonni materni. Studia commedia musicale alla Broadway Street di Buenos Aires, inizia la sua carriera nel 2007 quando viene selezionata per partecipare ad High School Musical - La selección trasmesso dal canale argentino Canal 13 dove è eliminata alla decima puntata ma è stata comunque convocata per partecipare al tour ed ha anche partecipato al film High School Musical - La sfida nel ruolo di Clarita.
Dal 2007 all'agosto del 2011 conduce il programma televisivo Zapping Zone. Nel 2008 prende parte ai Disney Channel Games nella squadra verde e doppia un personaggio nel film Trilli'. È inoltre protagonista della miniserie Highway: Rodando la Aventura, dove interpreta il personaggio Clari, cantando alcune canzoni nell'album tratto dalla serie. Nel 2011 recita in pochi episodi delle serie Cuando toca la campana e Peter Punk. Doppia il personaggio di Bea nella versione spagnola di Fish Hooks - Vita da pesci. Dal 2012 fa parte del cast di Violetta, dove interpreta la zia della protagonista Angie. Grazie a questa serie, gira in Italia  il programma Angie e le ricette di Violetta.
Dal 21 febbraio 2015 prende parte come concorrente alla terza edizione di Notti sul ghiaccio, in onda in prima serata su Rai 1, in cui arriva in finale classificandosi al terzo posto. Nello stesso anno è tra i protagonisti della serie televisiva Lontana da me.
Dal 21 dicembre 2016, è concorrente del programma Dance Dance Dance, in onda su Fox e Fox Life, insieme a Diego Dominguez. La coppia si classifica al primo posto sfidando in finale Claudia Gerini e Massimiliano Vado il 15 marzo 2017.
Nel 2018 recita nella commedia brillante Il tuttofare di Valerio Attanasio, film che le permette di ottenere maggiore popolarità in Italia.

## Filmografia

### Attrice

#### Cinema
- High School Musical - La sfida (High School Musical: El Desafío), regia di Jorge Nisco (2008)
- Tini - La nuova vita di Violetta (Tini: El gran cambio de Violetta), regia di Juan Pablo Buscarini (2016)
- Piuma, regia di Roan Johnson (2016)
- Insane Love (Amore Folle), regia di Eitan Pitigliani (2017)
- Il tuttofare, regia di Valerio Attanasio (2018)

#### Televisione
- Highway: Rodando la Aventura – serie TV (2010)
- Peter Punk – serie TV (2010)
- Cuando toca la campana – serie TV (2011)
- Violetta – telenovela (2012-2015)
- Angie e le ricette di Violetta – serie TV (2014-2015)
- Lontana da me – serie TV, 12 episodi (2015)
- Intrecci del passato (Entrelazados) – serie TV (2021- in corso)

### Doppiatrice
- Trilli (Tinker Bell) (2008)
- Fish Hooks - Vita da pesci (Fish Hooks) – serie animata (2010-2014)

## Programmi televisivi
- High School Musical - La selección (Canal 13, 2007)
- Zapping Zone (2007-2011)
- Disney Channel Games (2008)
- Notti sul ghiaccio 3 (Rai 1, 2015) - Concorrente
- Dance Dance Dance (Fox e Fox Life, 2016) - Concorrente

## Doppiatrici italiane
Nelle versioni in italiano dei suoi film, Clara Alonso è stata doppiata da:
- Francesca Manicone in Violetta, Angie e le ricette di Violetta, Tini - La nuova vita di Violetta
- Valentina Mari in Intrecci del passato